# Mark Sim
Mark Sim (Haechi) è un personaggio dei fumetti Marvel, creato da Cristopher Yost (testi) e Marcus To (disegni).

## Biografia del personaggio
Mark è un Inumano che ha ottenuto i suoi poteri grazie alla caduta sulla Terra delle bombe Terrigene custodite nella città inumana di Attilan. 
Un giorno, sulla metropolitana vide il combattimento fra Sun Girl e gli Evolutionari per salvare i Morlock (mutanti che vivono nelle fogne), e decise di aiutarla fino a quando vennero entrambi salvati dai New Warriors, (Vance Astrovik e Robbie Baldwin) . 
I due si unirono poi al gruppo per fermare l'Alto Evoluzionario deciso a eliminare tutte le persone dotate di superpoteri.

## Poteri e abilità
Assorbimento di energia: Mark può assorbire la maggior parte dei tipi di energia che vengono diretti verso di lui come se mangiasse, e conservarli dentro il suo corpo. La natura dei suoi poteri rende difficile danneggiarlo con attacchi basati sull'energia, e gli permette di lavorare bene con qualsiasi individuo che la adoperi.
Esplosioni energetiche: Mark può incanalare l'energia assorbita e spararla dalla bocca.
Trasformazione: Se Mark assorbe grandi quantità di energia può trasformarsi temporaneamente in un'enorme creatura taurina, aumentando così la sua forza e resistenza .

## Curiosità
Ha un corno simile a quello di un rinoceronte che gli sbuca dalla fronte.
Haechi è anche il nome di una creatura mitologica delle leggende coreane e cinesi. Quest'essere è visto come un simbolo di giustizia e di diritto e si pensava che le sue statue proteggessero la città di Hanyang (ora Seul) dai disastri naturali . Oggi, la sua immagine è utilizzata nei distintivi dei poliziotti militari della Repubblica popolare cinese. Dal 2009, l'Haechi è il simbolo ufficiale di Seoul.
Mark è una variante del nome Marco, che a sua volta deriva dal nome del dio romano della guerra Marte, mentre Sim è una variante del cognome coreano Shim.